# Tbhawt Manufacturing
Tbhawt Manufacturing är ett estniskt företag som tillverkar vindkraftverk samt tillhandahåller tjänster gällande utveckling av distribuerade kraftgenereringssystem. Företagets huvudkontor ligger i Tallinn, Estland.

## Historia
Tbhawt Manufacturing grundades 2018 i Tallinn, Estland, av en grupp av internationella investerare.
År 2020 började man bygga en fabrik för tillverkning av vindkraftverk i Kohtla-Järve, landskapet Ida-Virumaa, Estland.
Fabriken har en produktionskapacitet på 4000 enheter om året. Produktionen är inriktad på världsmarknaden, och tillverkning av de minsta vindkraftverken påverkar energikostnaden över hela världen.

## Produkter
Företagets arbetsområde är tillverkning av små vindkraftverk, elmotorer, generatorer och transformatorer.
Basprodukten, vindkraftverket WTW-55, består av tre tvåvingande torn och en generator mellan dem. WTW-55 är konstruerat med utgångspunkt i Darrieusturbinen.